# Malavila
Malavila (en francès Maleville) és un municipi del departament francès de l'Avairon, a la regió d'Occitània.

## Demografia
| 1962                                       | 1968  | 1975 | 1982 | 1990 | 1999 | 2006 |
| ------------------------------------------ | ----- | ---- | ---- | ---- | ---- | ---- |
| 1.027                                      | 1.010 | 906  | 919  | 921  | 905  | 928  |
| Des de 1962: població sense dobles comptes |       |      |      |      |      |      |

## Administració
| Període | Identitat           | Partit |
| ------- | ------------------- | ------ |
| 1983-   | Jean-Pierre Loupias |        |